# Natien
Natien ou Natié é uma comuna rural do sul do Mali da circunscrição de Sicasso e região de Sicasso. Segundo censo de 1998, havia 4 993 residentes, enquanto segundo o de 2009, havia 7 404. A comuna inclui 9 vilas.

## História
Cerca de 1835, Tiemonconco e Nianamaga fogem de Pigueba Uatara do Império de Congue em direção a Natié, onde param-o e ele é obrigado a voltar para Congue. Em 1850, após seus 12 irmãos serem mortos por Pigueba, o fama Daulá (r. 1845–1860) partiu de sua capital Bugula em direção a Natien. Pigueba dirigiu-se à localidade, onde exigiu que os habitantes entregassem o fugitivo, mas responderam que ninguém o viu; Daulá fugiu à noite para Tarcasso, perto de Caboila, onde guerreiros de Natié uniram-se a ele. Soldados de Tarcasso e Natié marcharam consigo contra Fincolo, onde Pigueba estava, e derrotam-o.